# St. Apollonia (Wawern)

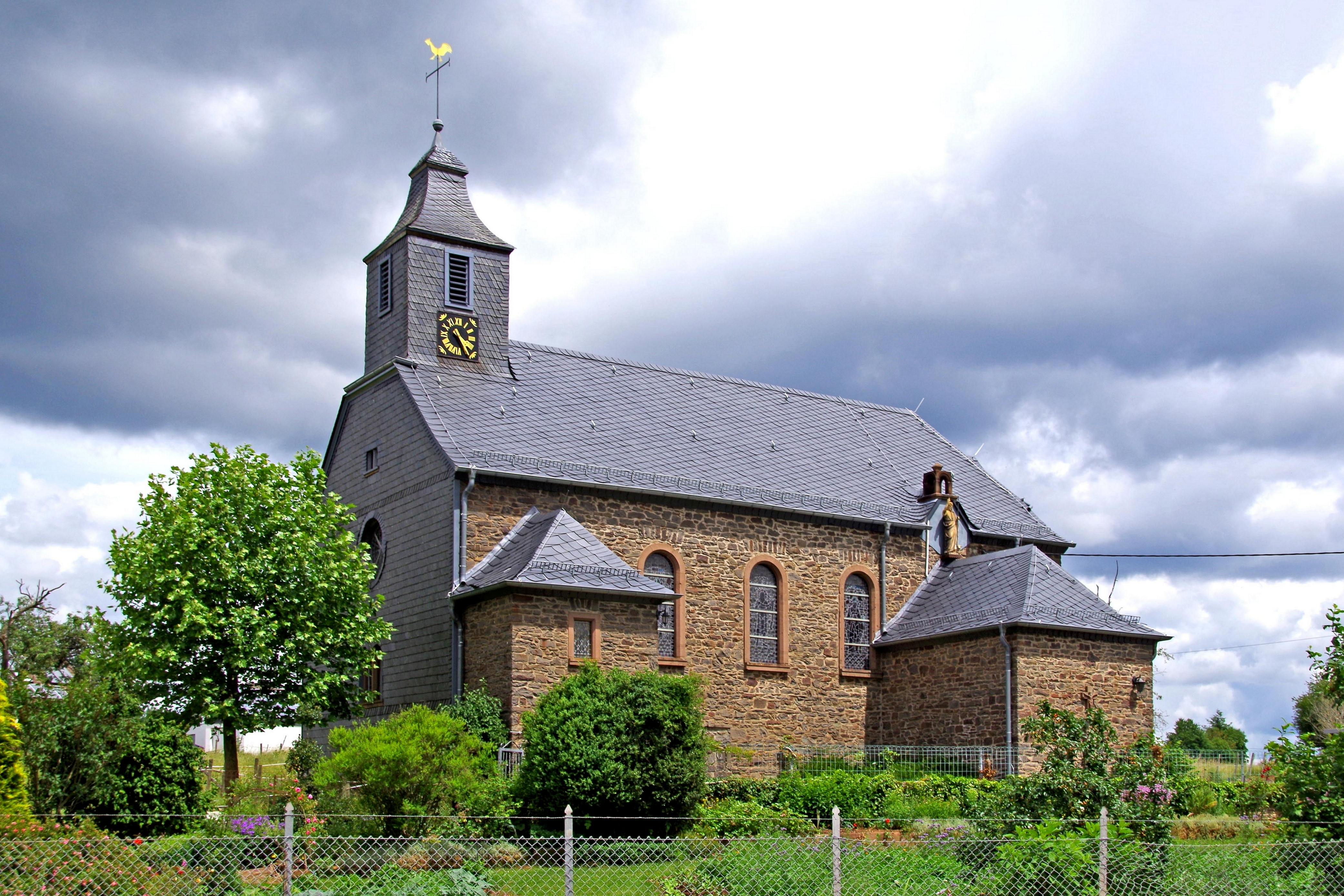
St. Apollonia (Wawern)

Die Kapelle St. Apollonia (auch: Apollonius oder 14 Nothelfer) ist die römisch-katholische Filialkirche in Wawern im Eifelkreis Bitburg-Prüm in Rheinland-Pfalz. Die Kirche gehört zur Pfarrei Lasel in der Pfarreiengemeinschaft Schönecken-Waxweiler im Dekanat St. Willibrord Westeifel im Bistum Trier.

## Geschichte

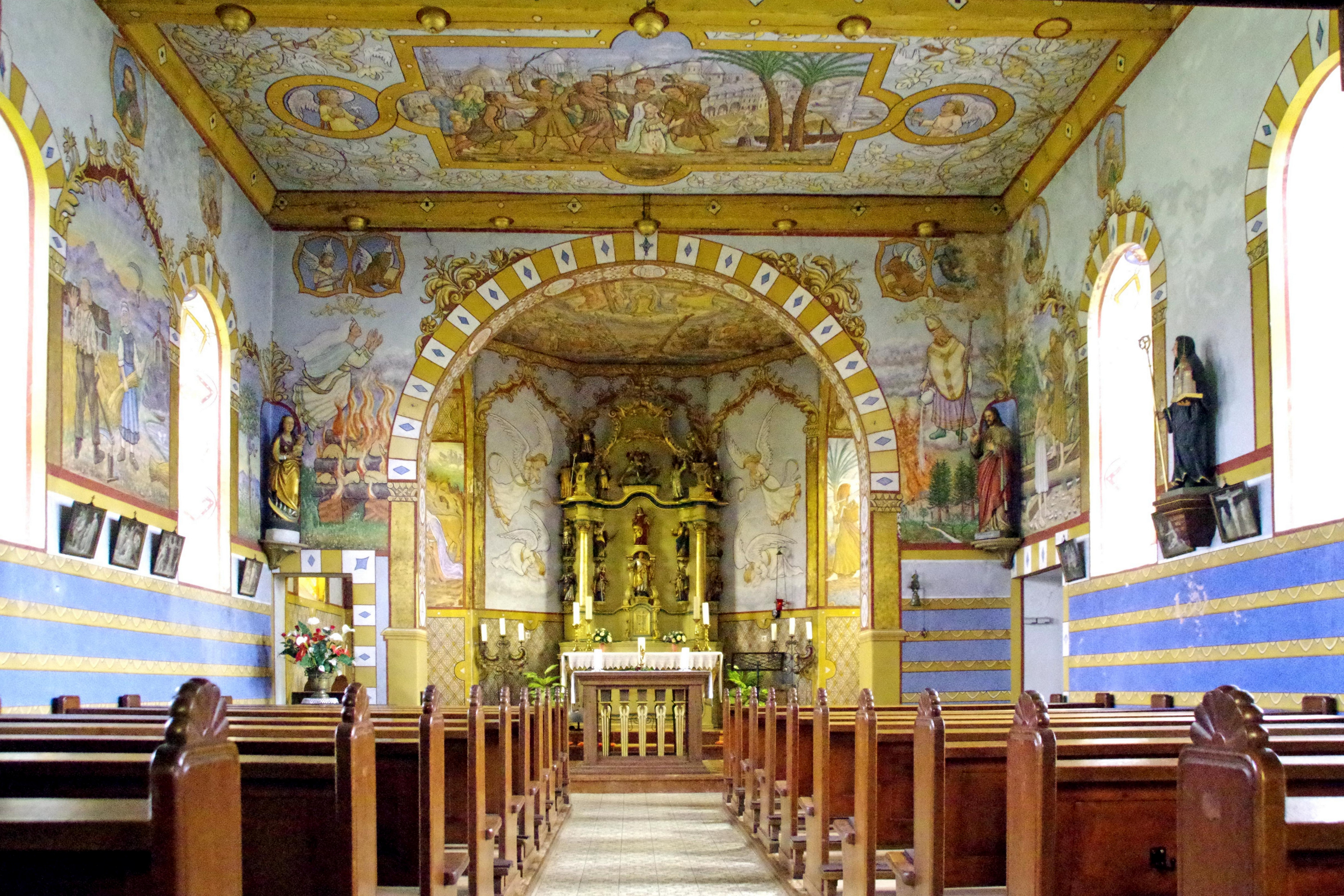
St. Apollonia (Wawern)

Nach Plänen des Architekten Peter Marx wurde 1929 anstelle einer baufällig gewordenen Kapelle die heutige Kirche gebaut. Es handelt sich um einen Bruchstein-Saalbau mit Dachreiter. Die Kirche ist zu Ehren der heiligen Apollonia von Alexandria und zu Ehren der Vierzehn Nothelfer geweiht. Sie gilt irrtümlich als dem heiligen Apollonius geweiht. Am 9. Februar 2022 feierte man die „Festmesse zum Patronat Hl. Apollonia zu Ehren der heiligen Apollonia, zu Ehren der 14 Nothelfer (St).“  Apolloniuskirchen sind nicht nachgewiesen.

## Ausstattung
Die Kirche verfügt über einen Vierzehn-Nothelfer-Altar aus dem 18. Jahrhundert mit Figuren oder Ausmalungen folgender Heiliger: Georg, Dionysius von Paris, Erasmus von Antiochia, Ägidius, Katharina von Alexandrien, Barbara von Nikomedien, Pantaleon, Christophorus, Eustachius, Blasius von Sebaste, Cyriakus, Vitus, Achatius von Byzanz und Margareta von Antiochia.
Bemerkenswert sind die Wandmalereien des Pfarrers Christoph März. Die Szenen (weibliche Personen links, männliche rechts) stammen aus der Umgebung des Dorfes. Sie stellen Heiligenleben (Apollonia, Notburga von Köln, Donatus von Münstereifel) oder Bibelmotive dar. Ernst Görgen nennt die Farbenpracht der Gemälde „überwältigend“. 
Zehn bunte Kirchenfenster stellen dar: Gerhard, Johannes der Täufer, Franz von Sales, Katharina von Alexandrien, Margareta, Elisabeth von Thüringen, Josef von Nazareth, Maria mit Jesuskind, Maria Magdalena und Franziska von Rom.